# Max Ophüls
Max Ophüls, eig. Maximillian Oppenheimer (Saarbrücken, 6 mei 1902 – Hamburg, 26 maart 1957) was een Duits-Franse regisseur.

## Levensloop
Max Ophüls werd geboren in Saarbrücken als zoon van de Joodse koopman Leopold Oppenheimer en diens vrouw Helene. Ophüls begon zijn loopbaan als acteur. Hij was van 1921 tot 1923 verbonden aan de schouwburg te Aken. In Dortmund nam hij voor het eerst de regie in de stadsschouwburg voor zijn rekening. Vanaf 1925 werkte hij ook voor de radio. Bovendien was hij van 1925 tot 1926 als acteur verbonden aan het Burgtheater in Wenen. Hij leerde er actrice Hilde Wall kennen, die in 1926 zijn echtgenote werd.
Kort na de première van zijn vierde theaterstuk werd Ophüls ontslagen vanwege zijn Joodse afkomst. Van 1928 tot 1930 werkte hij als regisseur te Breslau, waar hij onder meer stukken van Boelgakov, Hauptmann en Kleist ensceneerde. Vervolgens trok hij naar Berlijn, waar hij de Russische regisseur Anatole Litvak bij de dialoogregie van zijn films assisteerde. In 1931 draaide Ophüls zijn eerste film Dann schon lieber Lebertran naar een verhaal van Erich Kästner. In 1932 brak hij door als filmregisseur met de film Liebelei.
Toen de nationaalsocialisten aan de macht kwamen, werd het onmogelijk voor Ophüls om nog in Duitsland te werken. Kort na de Rijksdagbrand in 1933 verliet hij Berlijn en vestigde zich met zijn gezin in Parijs. In 1938 werd Ophüls Frans staatsburger. In 1942 vluchtte hij naar de Verenigde Staten, waar hij in Hollywood aan de slag ging. Na de oorlog keerde hij terug naar Parijs. Hij stierf in 1957 in Hamburg aan een hartziekte.
De Franse documentairemaker Marcel Ophüls is zijn zoon.

## Filmografie
| Jaar | Titel                        | Land             | Opmerkingen                                      |
| ---- | ---------------------------- | ---------------- | ------------------------------------------------ |
| 1931 | Dann schon lieber Lebertran  | Weimarrepubliek  | Korte film                                       |
| 1931 | Die verliebte Firma          | Weimarrepubliek  | Hoofdrol voor de Nederlandse actrice Lien Deyers |
| 1932 | Die verkaufte Braut          | Weimarrepubliek  |                                                  |
| 1933 | Liebelei                     | Weimarrepubliek  |                                                  |
| 1933 | Une histoire d'amour         | Frankrijk        |                                                  |
| 1933 | Lachende Erben               | Weimarrepubliek  | Hoofdrol Lien Deyers                             |
| 1933 | On a volé un homme           | Frankrijk        |                                                  |
| 1934 | La signora di tutti          | Italië           |                                                  |
| 1935 | Divine                       | Frankrijk        |                                                  |
| 1936 | Komedie om geld              | Nederland        |                                                  |
| 1936 | Ave Maria                    | Frankrijk        | Documentaire, korte film                         |
| 1936 | La Tendre Ennemie            | Frankrijk        |                                                  |
| 1936 | Valse brillante de Chopin    | Frankrijk        | Documentaire, korte film                         |
| 1937 | Yoshiwara                    | Frankrijk        |                                                  |
| 1938 | Le Roman de Werther          | Frankrijk        |                                                  |
| 1939 | Sans lendemain               | Frankrijk        |                                                  |
| 1940 | L'École des femmes           | Frankrijk        |                                                  |
| 1940 | De Mayerling à Sarajevo      | Frankrijk        |                                                  |
| 1946 | Vendetta                     | Verenigde Staten | Ontslagen tijdens de opnamen                     |
| 1947 | The Exile                    | Verenigde Staten |                                                  |
| 1948 | Letter from an Unknown Woman | Verenigde Staten |                                                  |
| 1949 | Caught                       | Verenigde Staten |                                                  |
| 1949 | The Reckless Moment          | Verenigde Staten |                                                  |
| 1950 | La Ronde                     | Frankrijk        |                                                  |
| 1952 | Le Plaisir                   | Frankrijk        | Genomineerd voor een Oscar                       |
| 1953 | Madame de...                 | Frankrijk        |                                                  |
| 1955 | Lola Montès                  | Frankrijk        |                                                  |
| 1958 | Montparnasse 19              | Frankrijk        | Gestorven tijdens de opnamen                     |

- Biblioteca Nacional de España: XX1161563
- Bibliothèque nationale de France: cb13561594g (data)
- CiNii: DA11310994
- Gemeinsame Normdatei: 11859009X
- International Standard Name Identifier: 0000 0001 2129 0981
- Library of Congress Control Number: n79083590
- Nationale Bibliotheek van Letland: 000297982
- Nationale Bibliotheek van Tsjechië: jn20020530003
- Nationale Bibliotheek van Israël: 987007266274105171
- Nationale Bibliotheek van Polen: a0000003668872
- Nederlandse Thesaurus van Auteursnamen: 073542342
- RKD-Nederlands Instituut voor Kunstgeschiedenis: 318235
- Istituto Centrale per il Catalogo Unico: SBLV301658
- SNAC: w6xw6299
- Système universitaire de documentation: 052531627
- Trove: 1086677
- Union List of Artist Names: 500336327
- Virtual International Authority File: 39542983
- WorldCat: E39PBJcKGHmPDY6vft6D4KCWjC

Dann schon lieber Lebertran (1931) · Die verliebte Firma (1931) · Die verkaufte Braut (1932) · Liebelei (1933) · Une histoire d'amour (1933) · Lachende Erben (1933) · On a volé un homme (1933) · La signora di tutti (1934) · Divine (1935) · Komedie om geld (1936) · Ave Maria (1936) · La Tendre Ennemie (1936) · Valse brillante de Chopin (1936) · Yoshiwara (1937) · Le Roman de Werther (1938) · Sans lendemain (1939) · L'École des femmes (1940) · De Mayerling à Sarajevo (1940) · Vendetta (1946) · The Exile (1947) · Letter from an Unknown Woman (1948) · Caught (1949) · The Reckless Moment (1949) · La Ronde (1950) · Le Plaisir (1952) · Madame de... (1953) · Lola Montès (1955) · Montparnasse 19 (1958)